# ヘニチェスク
ヘニチェスク (ウクライナ語: Гені́чеськ, 発音 [ɦeˈn⁽ʲ⁾i.t͡ʃesʲk]、ロシア語: Геническ) はウクライナのヘルソン州のヘニチェスク海峡（アゾフ海と腐海の間の海峡）に面する港湾都市でヘニチェスク地区の中心都市。2022年ロシアのウクライナ侵攻でのロシア軍のドニプロ川右岸からの撤退以降は、ロシア側のヘルソン州の州都がこの市に移転している。

## 歴史
ヘニチェスクには、後期青銅器時代（紀元前2000年代～1000年代）の古墳があり、この地域におけるもっとも古い定住の痕跡となっている。また、サルマタイ人の文字が書かれた2～3世紀頃の石碑も町の近郊で見つかっている。この町そのものはキプチャクの時代に築かれ、古くから漁業や農業、塩業が行われていた。1540年、クリミア・ハン国のサーヒブ1世ギレイがこの地に要塞を築く。
ヘニチェスクの名が現れる最初の文書記述は、1784年2月10日のエカテリーナ2世による要塞建設に関する詔書に現れる。町の名称の由来はクリミア・タタール語で「薄い水」という意味のдженічіとされている。ロシアからの初期の入植者は、この町をウスチ・アゾフスク(Усть-Азовськ)と呼ぶこともあった。
19世紀から20世紀にかけてはチョンガル半島周辺でアルナウトカ（арнаутка）という小麦の品種の生産が盛んとなっており、ヘニチェスクの港にはイギリスやフランスの船舶が停泊しており、小麦を輸出していた。20世紀初頭には、ウクライナ南部で最大の製粉工場があった。
第二次世界大戦中には、ナチス・ドイツの刑務所が存在した。
2022年ロシアのウクライナ侵攻の際には、ロシアが侵攻を開始した2月24日中にヘニチェスクがロシア陸軍に占領された。この時、ロシア軍の侵攻を遅らせるためにヴィタリー・スカクンは町のヘニチェスク橋と共に自爆している。
3月12日にウクライナ側の同市市長のアレクサンドル・トゥルポフ市長が辞職し、翌日にロシア軍がクリミア出身のゲンナジー・シヴァクを市長に任命する。
ウクライナ軍がヘルソンに迫ったことでロシア側のヘルソン州当局がドニプロ川東岸への移転を10月27日に発表。それに伴い、11月上旬にロシア側のヘルソン州の州都がこの市に移転した。11月12日、州当局はヘニチェスクを臨時州都に指定した。

## 気候
ケッペンの気候区分によれば、亜寒帯湿潤気候に属する。冬は寒冷で夏は温暖である。 
| ヘニチェスクの気候                                          | ヘニチェスクの気候 | ヘニチェスクの気候 | ヘニチェスクの気候 | ヘニチェスクの気候 | ヘニチェスクの気候 | ヘニチェスクの気候 | ヘニチェスクの気候 | ヘニチェスクの気候 | ヘニチェスクの気候 | ヘニチェスクの気候 | ヘニチェスクの気候 | ヘニチェスクの気候 | ヘニチェスクの気候 |
| 月                                                          | 1月                | 2月                | 3月                | 4月                | 5月                | 6月                | 7月                | 8月                | 9月                | 10月               | 11月               | 12月               | 年                 |
| ----------------------------------------------------------- | ------------------ | ------------------ | ------------------ | ------------------ | ------------------ | ------------------ | ------------------ | ------------------ | ------------------ | ------------------ | ------------------ | ------------------ | ------------------ |
| 最高気温記録 °C （°F）                                      | 13.9 (57)          | 18.3 (64.9)        | 22.4 (72.3)        | 30.0 (86)          | 31.8 (89.2)        | 35.3 (95.5)        | 38.3 (100.9)       | 38.7 (101.7)       | 36.8 (98.2)        | 29.2 (84.6)        | 23.6 (74.5)        | 17.8 (64)          | 38.7 (101.7)       |
| 平均最高気温 °C （°F）                                      | 1.7 (35.1)         | 2.7 (36.9)         | 7.5 (45.5)         | 14.1 (57.4)        | 21.3 (70.3)        | 26.4 (79.5)        | 29.3 (84.7)        | 28.8 (83.8)        | 22.7 (72.9)        | 15.5 (59.9)        | 8.5 (47.3)         | 3.7 (38.7)         | 15.2 (59.4)        |
| 日平均気温 °C （°F）                                        | −1.0 (30.2)        | −0.4 (31.3)        | 3.9 (39)           | 10.2 (50.4)        | 17.0 (62.6)        | 21.8 (71.2)        | 24.4 (75.9)        | 23.8 (74.8)        | 18.2 (64.8)        | 11.7 (53.1)        | 5.6 (42.1)         | 1.0 (33.8)         | 11.4 (52.5)        |
| 平均最低気温 °C （°F）                                      | −3.2 (26.2)        | −2.9 (26.8)        | 1.2 (34.2)         | 6.8 (44.2)         | 12.9 (55.2)        | 17.3 (63.1)        | 19.5 (67.1)        | 19.0 (66.2)        | 14.0 (57.2)        | 8.4 (47.1)         | 3.1 (37.6)         | −1.2 (29.8)        | 7.9 (46.2)         |
| 最低気温記録 °C （°F）                                      | −30.3 (−22.5)      | −28.0 (−18.4)      | −18.4 (−1.1)       | −9.0 (15.8)        | −2.2 (28)          | 0.2 (32.4)         | 8.4 (47.1)         | 6.0 (42.8)         | −5.4 (22.3)        | −12.2 (10)         | −20.8 (−5.4)       | −22.1 (−7.8)       | −30.3 (−22.5)      |
| 降水量 mm （inch）                                          | 32.5 (1.28)        | 31.7 (1.248)       | 34.0 (1.339)       | 31.7 (1.248)       | 32.2 (1.268)       | 40.2 (1.583)       | 29.2 (1.15)        | 35.9 (1.413)       | 30.1 (1.185)       | 30.3 (1.193)       | 36.7 (1.445)       | 38.0 (1.496)       | 402.5 (15.846)     |
| 平均降水日数 （≥1.0 mm）                                    | 6.9                | 6.3                | 7.2                | 5.8                | 5.4                | 5.7                | 3.8                | 3.4                | 4.3                | 5.1                | 6.5                | 6.9                | 67.3               |
| % 湿度                                                      | 88.3               | 86.1               | 83.0               | 77.2               | 71.6               | 69.4               | 65.6               | 65.9               | 72.5               | 79.7               | 86.8               | 88.7               | 74.8               |
| 平均月間日照時間                                            | 46.5               | 77.0               | 130.2              | 208.5              | 308.5              | 306.0              | 311.6              | 310.0              | 232.5              | 161.2              | 55.5               | 43.4               | 2,190.8            |
| 出典1：Pogoda.ru 世界気象機関 (湿度と降水量は1981年–2010年) |                    |                    |                    |                    |                    |                    |                    |                    |                    |                    |                    |                    |                    |
| 出典2：Climatebase.ru (1891年–2005年)                       |                    |                    |                    |                    |                    |                    |                    |                    |                    |                    |                    |                    |                    |

## 出身の人物
- デイツ・ヨセフ・アブラモビッチ（英語版） (1897–1954) - 画家[20]
- メンデル・ユリア・ヴォロディミリヴナ（英語版） - ジャーナリスト、ウクライナの報道官[21]

## 姉妹都市
- オズルゲティ(ジョージア)

## ギャラリー

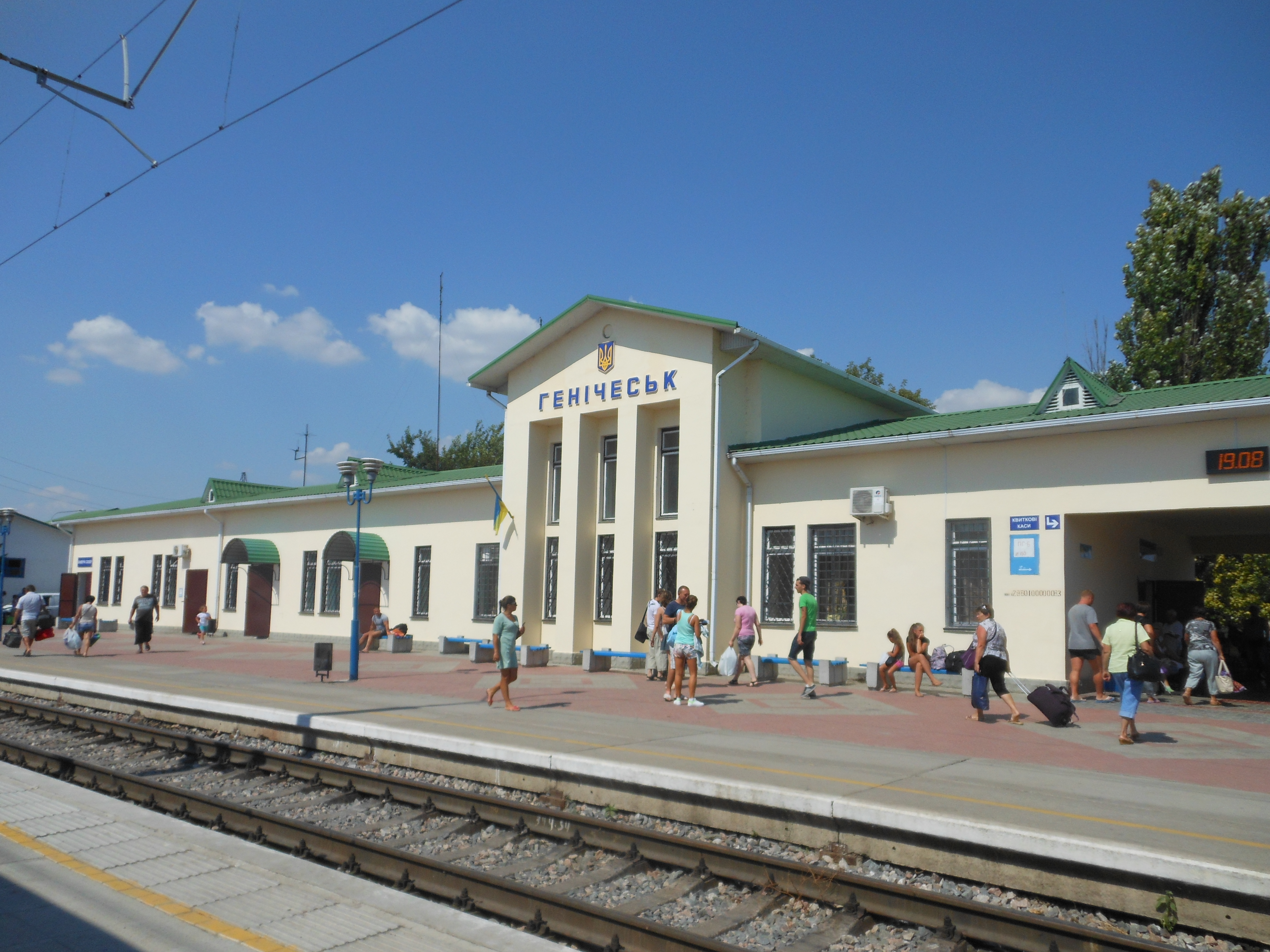
ヘニチェスク駅
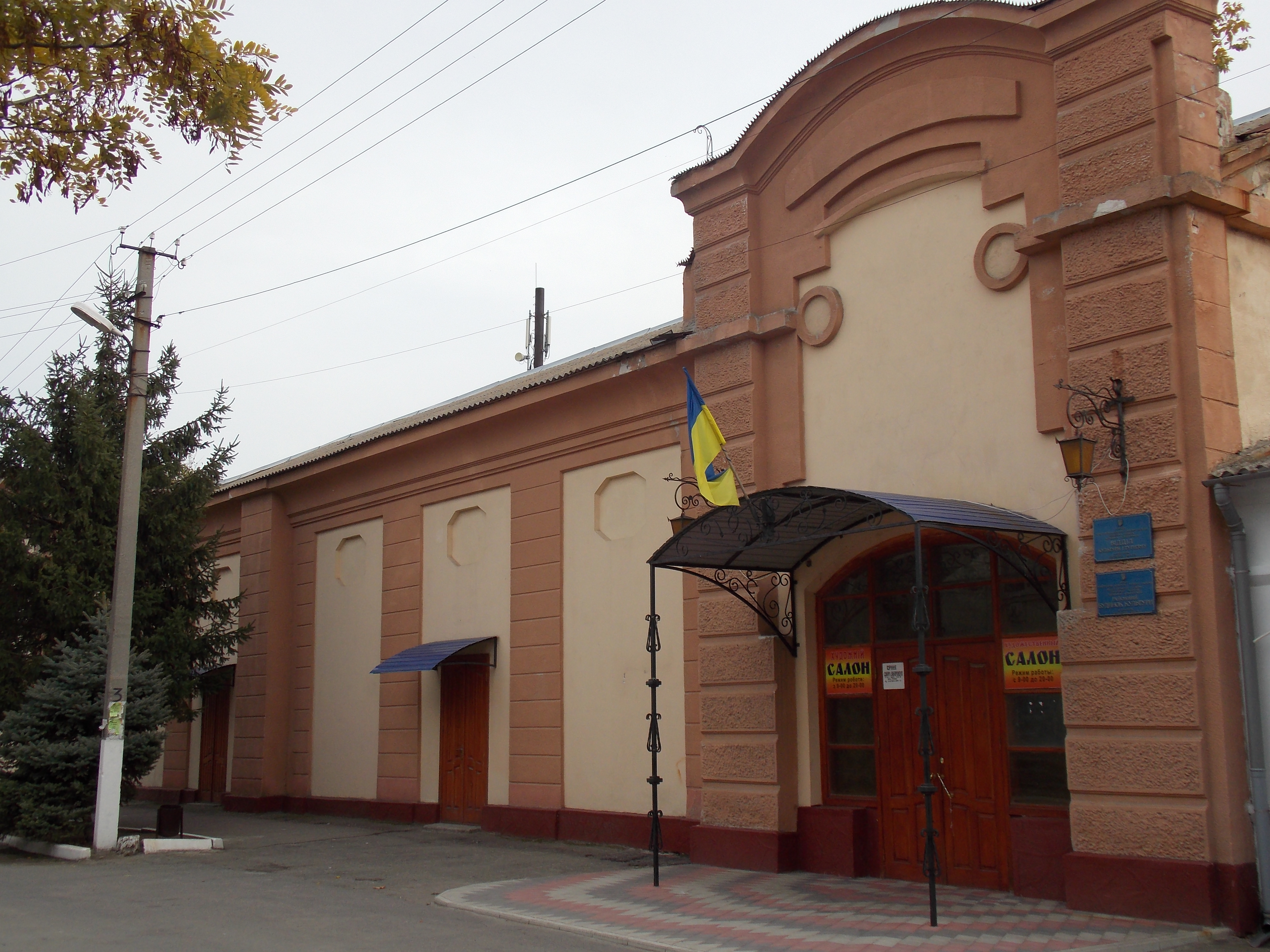
ヘニチェスク文化会館
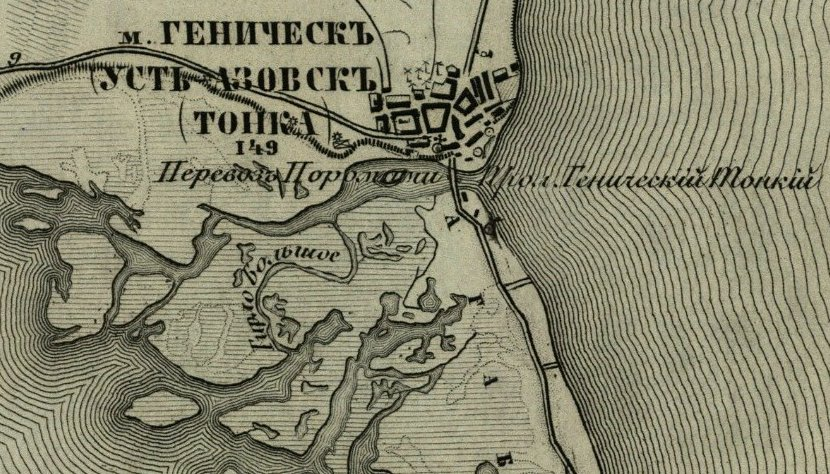
ヘニチェスク海峡の古地図
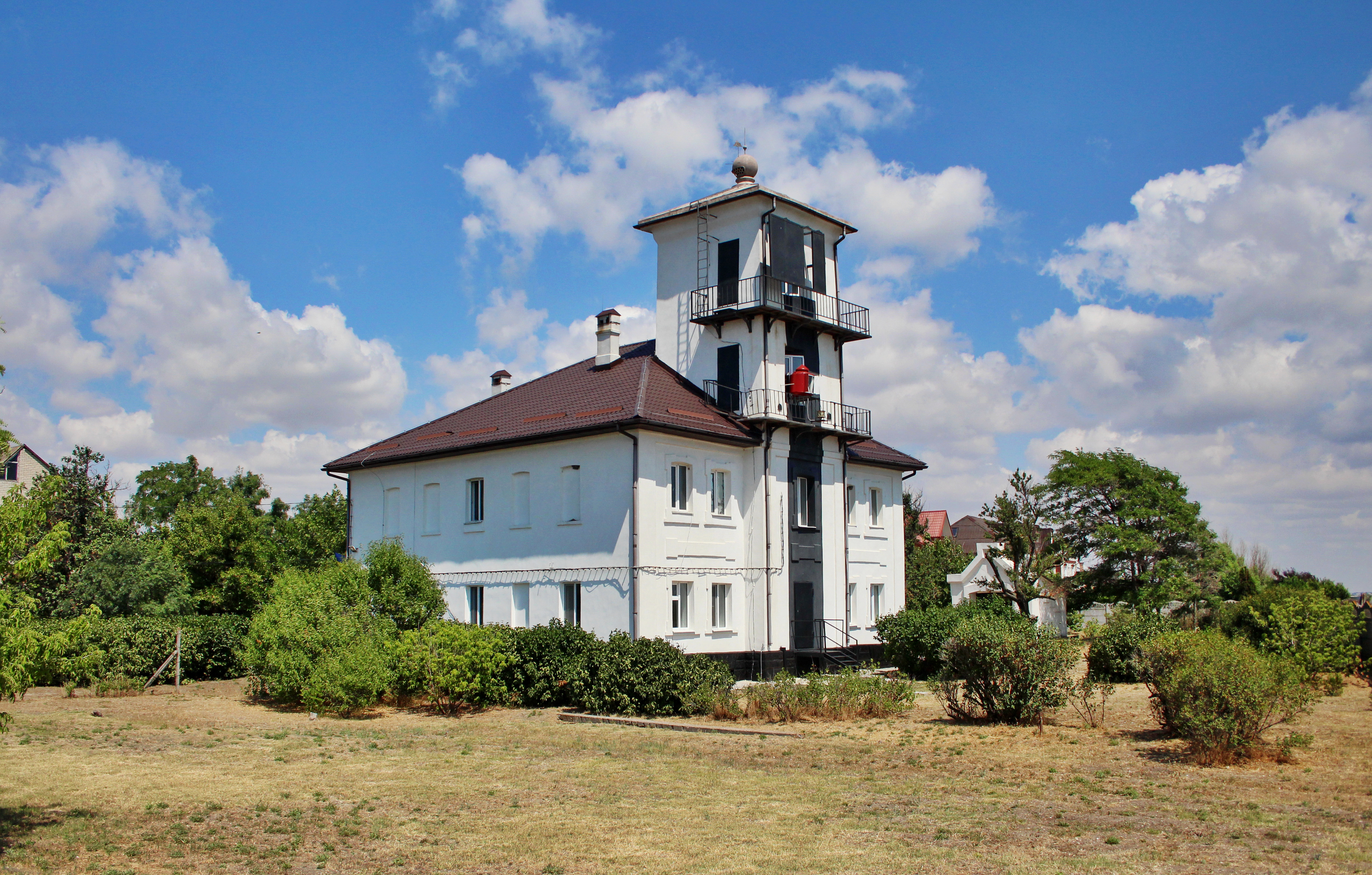
ヘニチェスク灯台（ウクライナ語版）
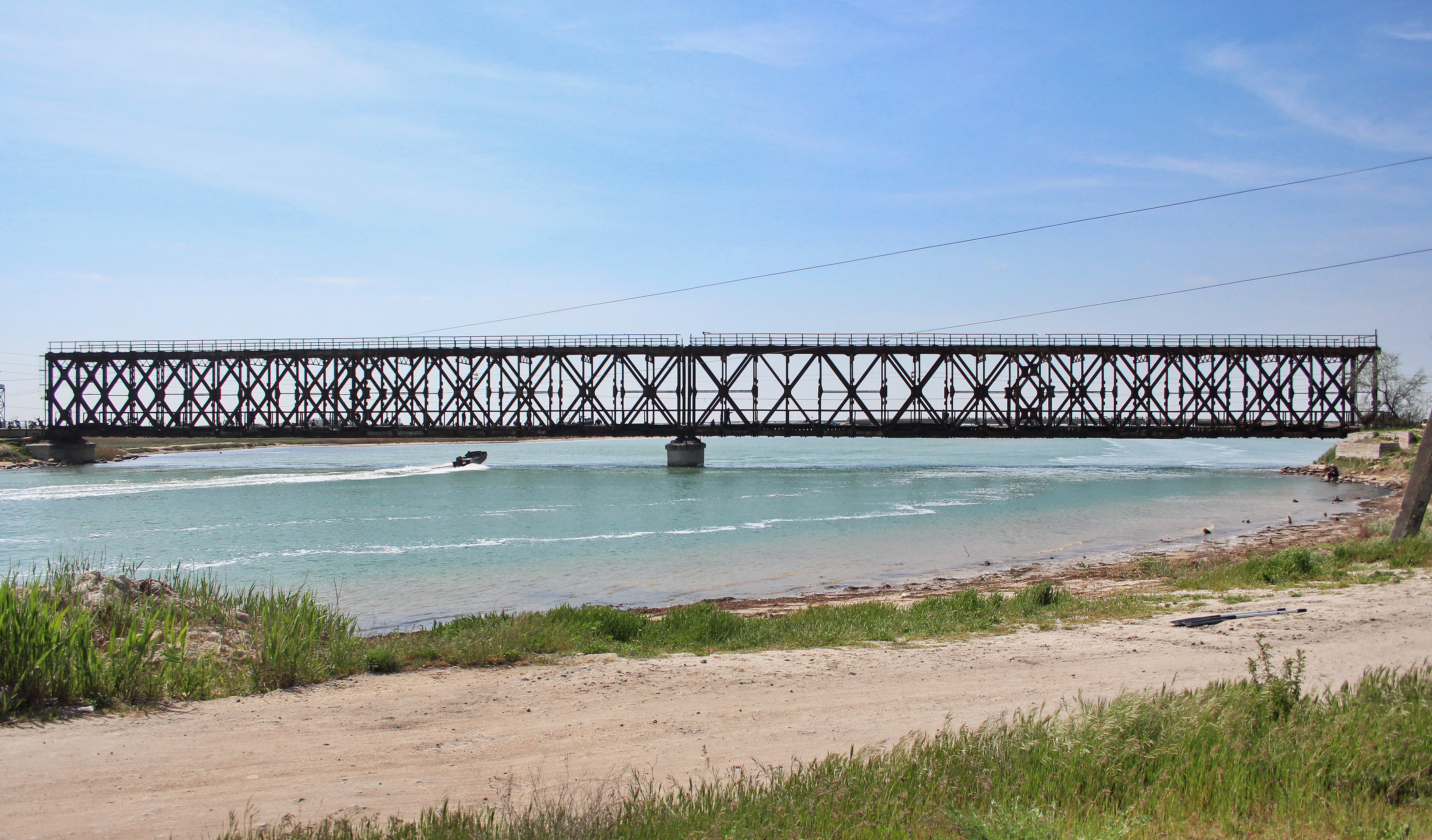
ワグナー・ビロー社のオーストリア・ハンガリー橋